# Bahnhof Horinouchi
Der Bahnhof Horinouchi (jap. 堀ノ内駅, Horinouchi-eki) ist ein Bahnhof auf der japanischen Insel Honshū. Er wird von der Bahngesellschaft Keikyū betrieben und befindet sich in der Präfektur Kanagawa auf dem Gebiet der Stadt Yokosuka.

## Verbindungen
Horinouchi ist ein Trennungsbahnhof an der Keikyū-Hauptlinie, die überwiegend dem Westufer der Bucht von Tokio folgt und von Tokio über Yokohama nach Uraga auf der Miura-Halbinsel führt. Hier zweigt die Keikyū Kurihama-Linie nach Misakiguchi ab. Auf der Keikyū-Hauptlinie fahren tagsüber in nördlicher Richtung zwölf Züge je Stunde, während der morgendlichen Hauptverkehrszeit bis zu 25 Züge stündlich. In der Gegenrichtung fährt eine Hälfte der Züge weiter auf der Hauptlinie zur Endstation Uraga, die andere Hälfte auf der Kurihama-Linie in Richtung Misakiguchi. Schnellzüge von überregionaler Bedeutung sind die Limited Express nach Tokio, die in Sengakuji zur Asakusa-Linie der U-Bahn Tokio durchgebunden werden; hinzu kommen die zuschlagpflichtigen Morning Wing morgens nach Tokio bzw. Evening Wing abends nach Misakiguchi. Auf dem kleinen Bahnhofsvorplatz befindet sich eine Bushaltestelle, die von zwei Linien der Gesellschaft Keihin Kyūkō Bus bedient wird.

## Anlage
Der Bahnhof steht im Zentrum des Stadtteils Miharuchō. Das Gebiet nördlich der Bahngleise ist ein gemischtes Wohn- und Gewerbeviertel auf einer durch Landgewinnung entstandenen Fläche, mit der Nationalstraße 134 in etwa 200 Metern Entfernung. Das Wohnviertel im Süden ist hügelig und umfasst mehrere kleine Parks. Die Anlage ist von Westen nach Osten ausgerichtet und besteht aus vier Gleisen, die alle dem Personenverkehr dienen. Sie liegen an zwei vollständig überdachten Mittelbahnsteigen. Das zweigeschossige Empfangsgebäude steht an der nordwestlichen Ecke, von wo aus ein Personentunnel die Verbindung zu den Bahnsteigen herstellt. Am östlichen Ende unterquert ein schmaler Straßentunnel die auf einem Damm verlaufende Trasse.
Im Fiskaljahr 2019 nutzten durchschnittlich 12.254 Fahrgäste täglich den Bahnhof.

## Bilder

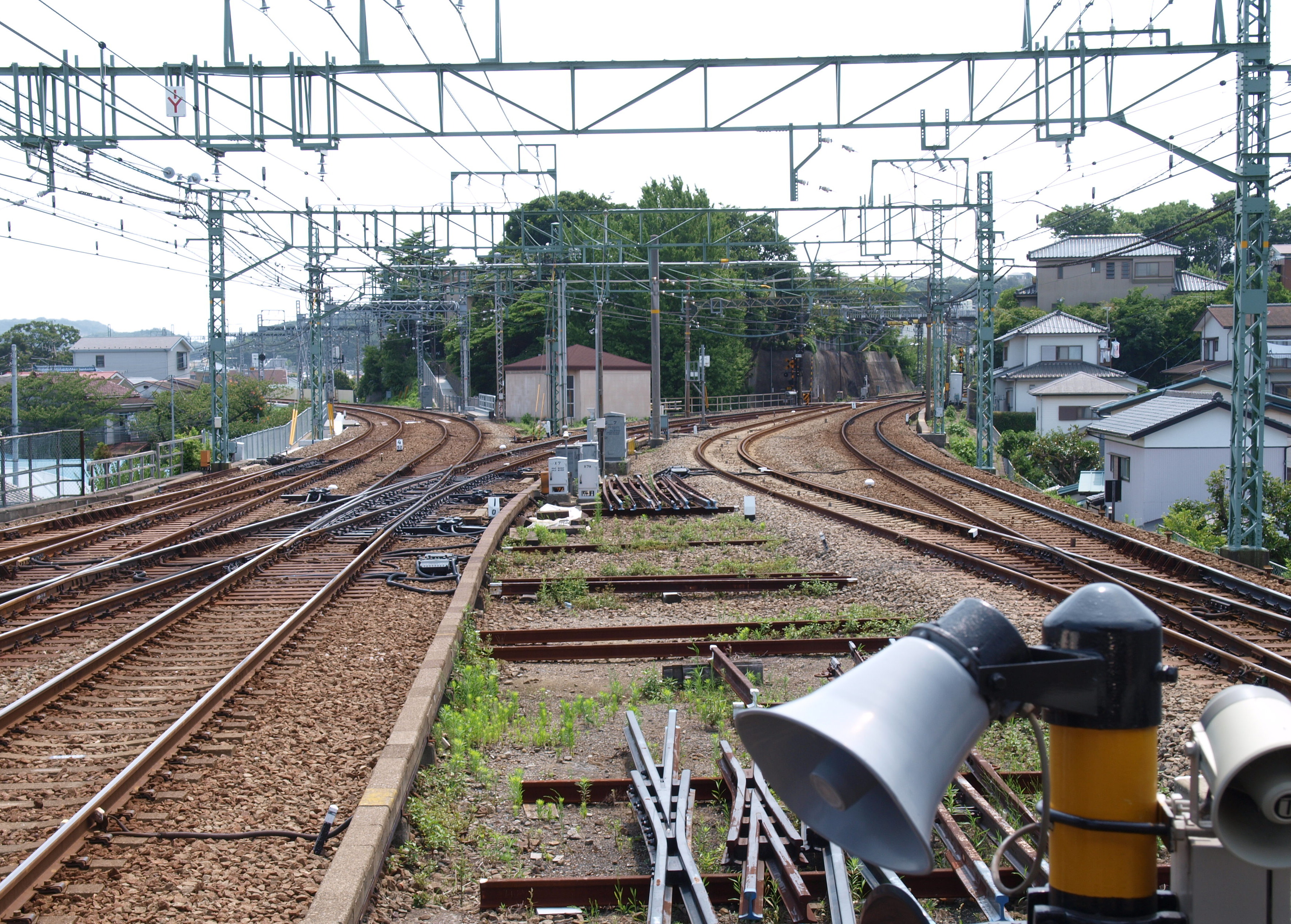
Streckenverzweigung
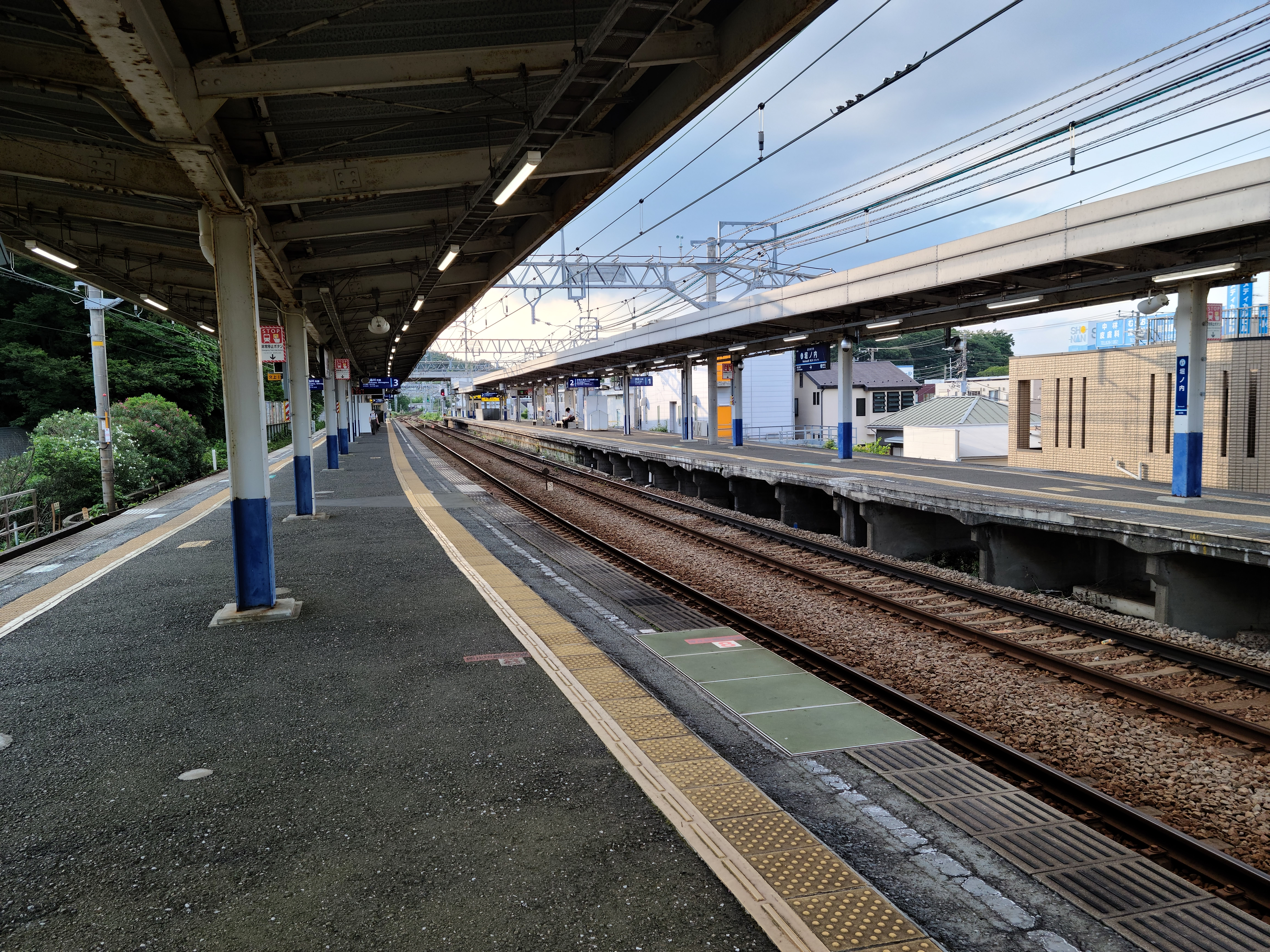
Bahnsteige
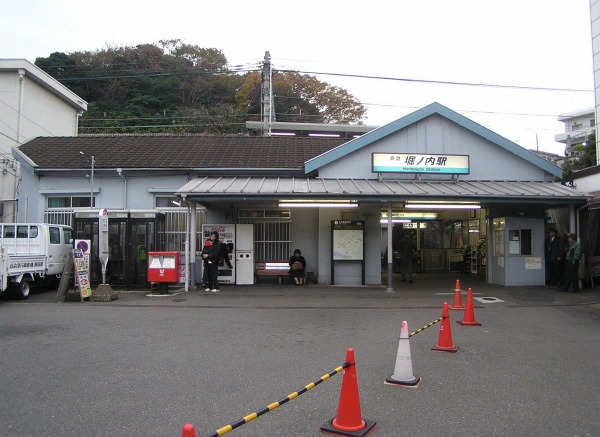
Altes Bahnhofsgebäude (26. November 2006)

## Gleise
| 1   | ▉ Keikyū-Hauptlinie     | Uraga                                             |
| 2   | ▉ Keikyū-Kurihama-Linie | Keikyū Kurihama • Misakiguchi                     |
| 3/4 | ▉ Keikyū-Hauptlinie     | Yokohama • Flughafen Haneda • Shinagawa • Oshiage |

## Linien
| Verlauf der Keikyū-Hauptlinie |
| --- |
| Sengakuji • Shinagawa • Kitashinagawa • Shimbamba • Aomono-yokochō • Samezu • Tachiaigawa • Ōmorikaigan • Heiwajima • Ōmorimachi • Umeyashiki • Keikyū Kamata • Zōshiki • Rokugōdote • Keikyū Kawasaki • Hatchōnawate • Tsurumi-Ichiba • Keikyū Tsurumi • Kagetsu-sōjiji • Namamugi • Keikyū Shinkoyasu • Koyasu • Kanagawa-Shimmachi • Keikyū Higashi-kanagawa • Kanagawa • Yokohama • Tobe • Hinodechō • Koganechō • Minamiōta • Idogaya • Gumyōji • Kamiōoka • Byōbugaura • Sugita • Keikyū Tomioka • Nōkendai • Kanazawa-bunko • Kanazawa-hakkei • Oppama • Keikyū Taura • Anjinzuka • Hemi • Shioiri • Yokosuka-chūō • Kenritsudaigaku • Horinouchi • Keikyū Ōtsu • Maborikaigan • Uraga |

| Verlauf der Keikyū Kurihama-Linie                                                                                             |
| --- |
| Horinouchi • Shin-Ōtsu • Kitakurihama • Keikyū Kurihama • YRP Nobi • Keikyū Nagasawa • Tsukuihama • Miurakaigan • Misakiguchi |

## Geschichte
Die Bahngesellschaft Shōnan Denki Tetsudō eröffnete am 1. April 1930 das 30 km lange Teilstück zwischen Koganechō und Uraga. Dazu gehörte auch der „temporäre Bahnhof Yokosuka-Horiuchi“ (横須賀堀内仮駅, Yokosuka-Horiuchi kari eki), der etwa 180 Meter westlich des heutigen Standorts lag. Ab Juni 1936 war Yokosuka-Horiuchi ein vollwertiger Bahnhof. Die Shōnan Denki Tetsudō wurde am 1. November 1941 von der Keihin Denki Tetsudō übernommen. Diese wiederum ging Am 1. Mai 1942 im Daitōkyū-Konglomerat auf.
Sieben Monate später, am 1. Dezember 1942, folgte die Eröffnung der Keikyū Kurihama-Linie, dabei verlegte man den Bahnhof an seinen heutigen Standort. 1947 beschlossen die Daitōkyū-Aktionäre die Auflösung des finanziell angeschlagenen Konglomerats und am 1. Juni 1948 nahm das Unternehmen seine Geschäftstätigkeit unter dem neuen Namen Keihin Kyūkō Dentetsu (abgekürzt Keikyū) wieder auf. Am 1. September 1961 erhielt der Bahnhof den Namen Horinouchi, 2017 ersetzte man das Empfangsgebäude durch einen Neubau.